# São Bento do Sul
São Bento do Sul là một đô thị thuộc bang Santa Catarina, Brasil. Đô thị này có diện tích 495,578 km², dân số năm 2007 là 72536 người, mật độ 154,6 người/km².